# Sjaella
Sjaella ist ein deutsches A-cappella-Ensemble aus Leipzig, bestehend aus sechs bis sieben Frauen. Der Name Sjaella ist ein Kunstwort, das von dem schwedischen Wort „själ“ abgeleitet ist, das übersetzt „Seele“ bedeutet.

## Geschichte
Sjaella wurde unter dem Namen „Chickpeas“ im Mai 2005 von Felicitas Erben, Franziska Eberhardt, Helene Erben, Marie Charlotte Seidel, Marie Fenske und Viola Blache gegründet. Bereits ihr erster Auftritt bei der Nacht der Chöre in der Peterskirche Leipzig war für die damals zehn- bis dreizehnjährigen Mädchen ein Erfolg. Von da an traten die sechs Sängerinnen in Konzerthäusern und auf A-Cappella-Festivals in Deutschland auf und wurden Preisträger verschiedener nationaler und internationaler A-Cappella-Wettbewerbe. Konzertreisen führten sie nach Polen, Finnland, England, Jordanien, Aserbaidschan und Südafrika.
2010 erhielt Sjaella einen Plattenvertrag bei Querstand (Kamprad-Verlag), produzierte eine CD und ist seither regelmäßig bei verschiedenen Fernseh- und Rundfunkstationen zu sehen und zu hören, wie z. B. in der ZDF-Sendung Annettes DaschSalon. In den Jahren 2012 und 2013 gaben die inzwischen im Abituralter angekommenen Sängerinnen Konzerte u. a. beim Bachfest Leipzig und beim MDR-Musiksommer. Im Mai 2014 traten sie gemeinsam mit Bobby McFerrin im Leipziger Gewandhaus auf.
Ihr Repertoire reicht von klassischer Chormusik über Jazzstandards sowie Pop- und Rock-Stücken, wie beispielsweise von den Beatles oder Sting, bis hin zu Eigenkompositionen und eigens für sie komponierten Stücken, z. B. von Simon Wawer und Graham Lack.
Von Januar 2017 an wurde die wegen ihres Studiums für zwei Jahre pausierende Altistin Felicitas Erben von Luisa Klose (ebenfalls Alt) vertreten. Seit ihrer Rückkehr im März 2019 ist das Ensemble zu siebt, auch wenn das Sextett die Standardbesetzung bei Konzerten bleibt.

## Soziales Engagement
Seit September 2016 ist Sjaella offizieller Botschafter der SOS-Kinderdörfer weltweit.

## Auszeichnungen
- 2008: 1. Hauptpreis Hildebrand-Wettbewerb
- 2009: 3. Preis Internationaler A-cappella-Wettbewerb Leipzig
- 2010: 1. Preis, Ward Swingle Award, Internationale A cappella Competition Graz (Österreich)
- 2010: 1. Preis beim A-cappella-Bundescontest
- 2014: 1. Preis Internationaler A-cappella-Wettbewerb Leipzig[2]
- 2015: 1. Preis beim Wettbewerb des Tampere Vocal Music Festival in der Kategorie akustische (nicht verstärkte) Ensembles[3]
- 2015: 1. Jurypreis im Finale, Jugend kulturell Förderpreis 2015 „A Cappella“[4]
- 2019: CARA Award 2019 (USA) in der Kategorie Best Folk/World Album (Meridiane NORD)[5]

## Diskografie
- Sjaella (Querstand, 2011)
- Hugo Distler (1908–1942) – Gemeinschaftsprojekt mit dem Ensemble Nobiles aus Leipzig (Rondeau, 2012)
- Preisung – Geistliche Vokalmusik des 20. und 21. Jahrhunderts (Querstand, 2013)
- Lifted – Jazz-Cover (Querstand, 2015)
- Meridiane NORD – Volkslieder aus Nordeuropa (Raumklang, 2018[6])
- Origins (Fuga Libera, 2020)